# 리명순

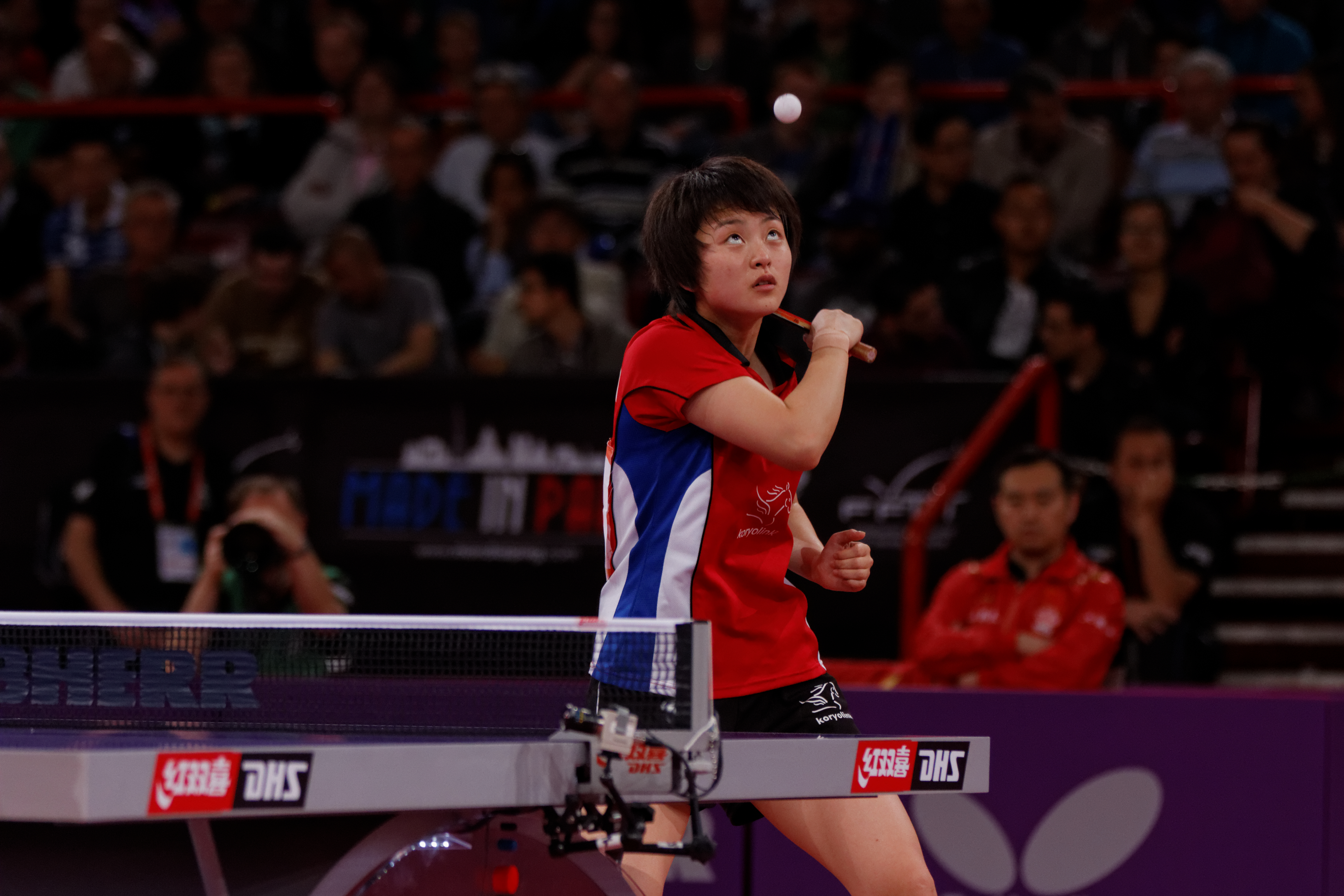

리명순(李明順, 1992년 1월 26일 ~ )은 조선민주주의인민공화국의 탁구 선수다. 2014년 한국 인천 아시아경기대회에서 김정, 리미경과 함께 단체전 동메달을 획득하였다.